# 고토역
고토역(古土驛)은 조선민주주의인민공화국 함경남도 장진군에 위치한 장진선의 철도역이다. 고토역은 북한 함경남도 장진군 황초로동자구에 있는 조선철도 장진선의 철도역이다. 역에서 공장까지 지선이 있다.

## 역사
이 역은 1934년 11월 1일 신흥철도가 삼거역과 구진역을 잇는 장진선 2차 구간의 일부로 개통하였다. 신흥철도는 1938년 4월 22일 조선철도에 매각되어 흡수되었다.